# William Schuman
William Schuman (New York, 4 agosto 1910 – New York, 16 febbraio 1992) è stato un compositore statunitense.

## Biografia
Schuman nacque in una famiglia ebraica a Manhattan, New York City, figlio di Samuel e Rachel Schuman. Il suo nome è quello del 27º presidente degli Stati Uniti, William Howard Taft, anche se la sua famiglia preferisce chiamarlo Bill. Da bambino Schuman imparò a suonare il violino e il banjo, ma la sua passione più grande era il baseball. Quando era ancora al liceo, formò un gruppo da ballo, "Billy Schuman and his Alamo Society Orchestra", che si esibiva ai matrimoni locali e ai bar mitzvah, in cui Schuman suonava il basso. Nel 1943 ha vinto il Premio Pulitzer per la musica. Nel 1956 Isaac Stern suonò nella prima esecuzione assoluta nella Carnegie Hall di New York il Concerto per violino e orchestra di sua composizione.
Nel 1961 diventò il primo presidente del Lincoln Center for the Performing Arts di New York, ruolo che ricoprì fino al 1969.
Nel 1967, durante un viaggio a Roma, visitò il mausoleo delle Fosse Ardeatine e, per commemorale tale evento storico, compose la Sinfonia n. 9 Le Fosse Ardeatine.